# Interruptor per RF

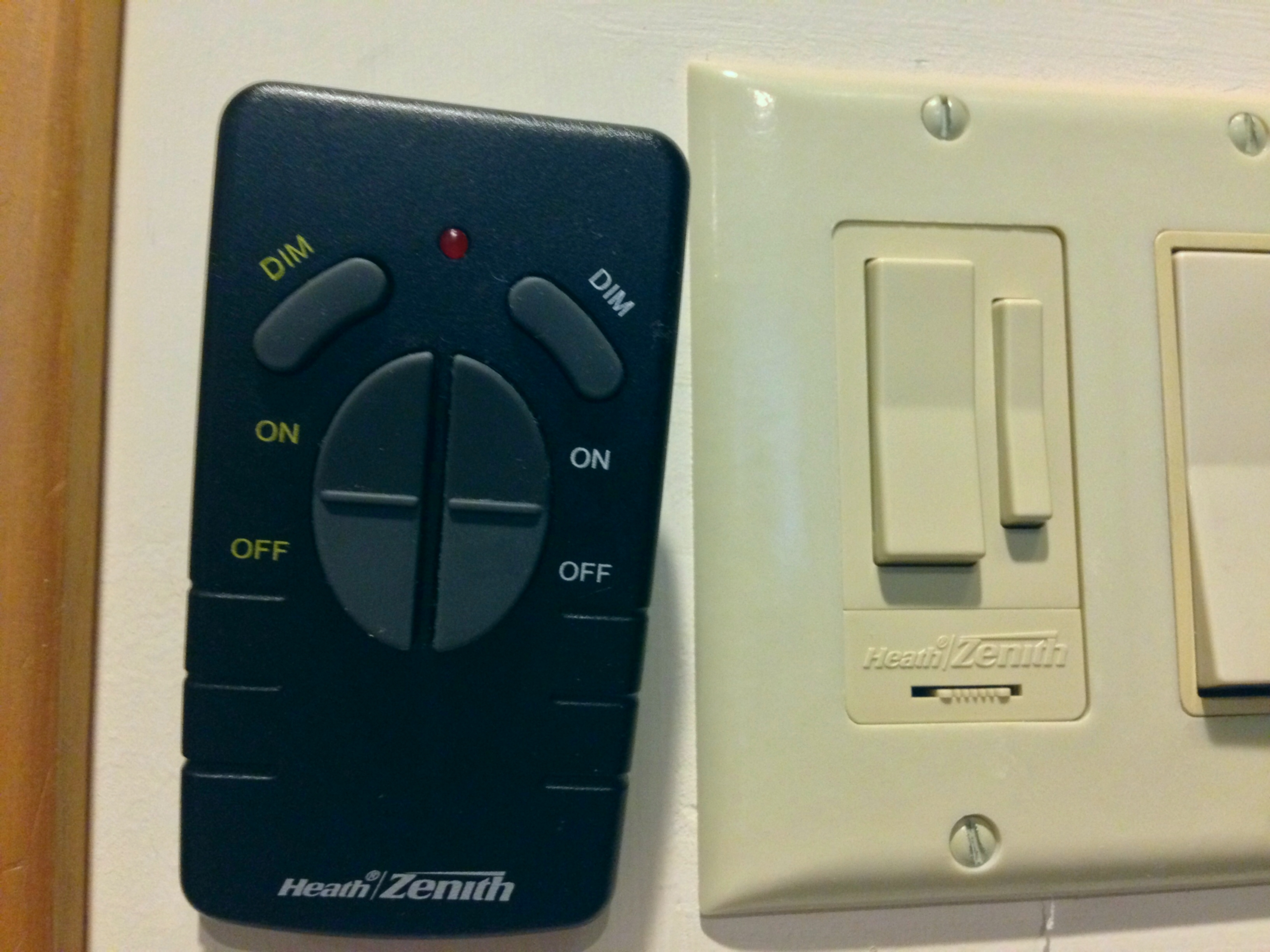
Interruptor atenuador de llum amb comandament a distància basat en RF

Un interruptor per RF, interruptor sense fil, o interruptor per WIFI, és un comandament que fa que un llum o un electrodomèstic s'apagui o s'encengui, interrompent a distància la línia elèctrica que alimenta l'aparell elèctric . Hi ha diferents maneres de comunicar-se entre l'interruptor i l'aparell:

## Usos habituals

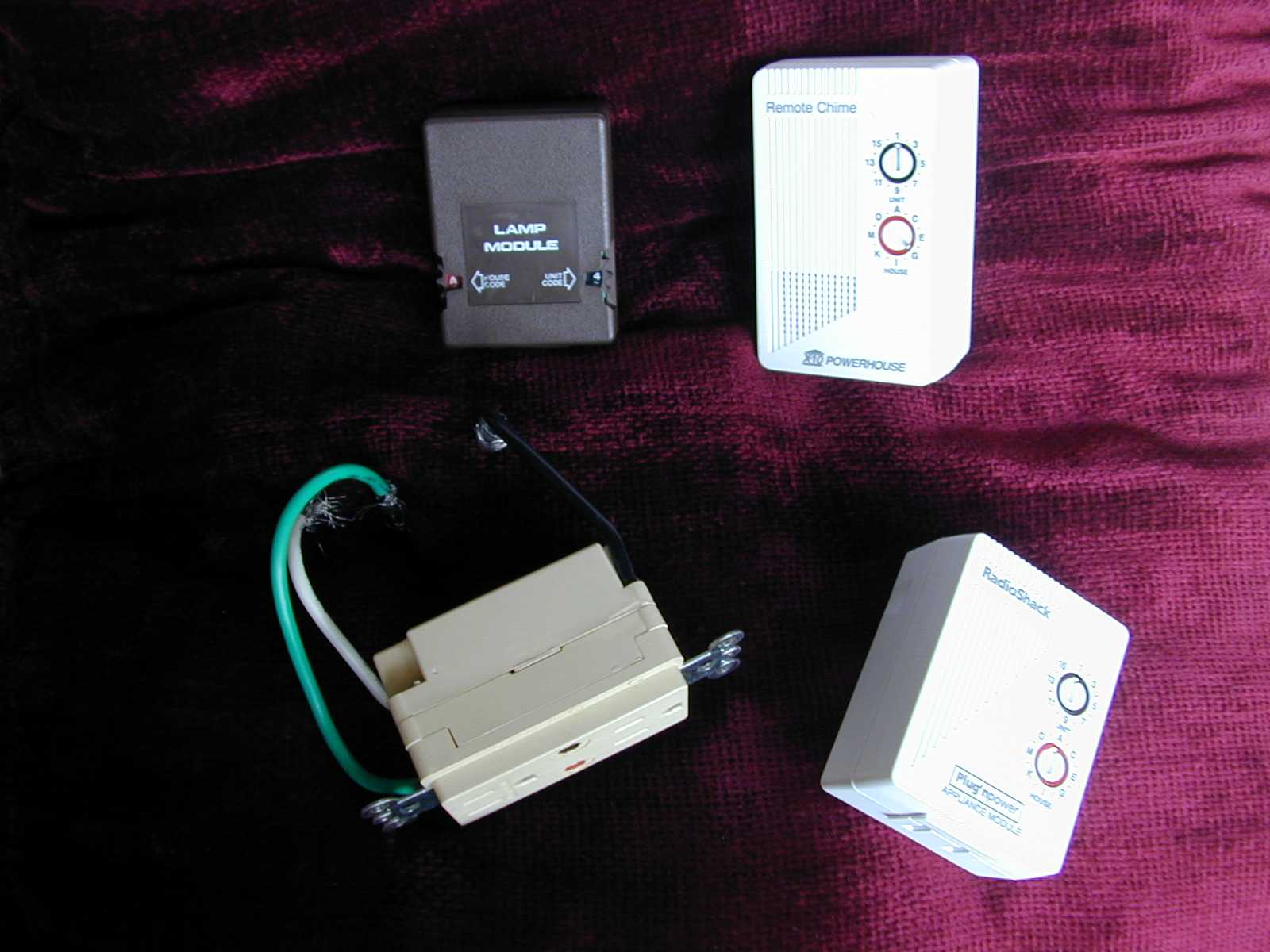
Mòduls X10 (en el sentit de les agulles del rellotge des de la part superior esquerra): un mòdul de llum BSR original, un "mòdul de campana", un mòdul de llum, un mòdul de sortida

- Mòduls X10 (en el sentit de les agulles del rellotge des de la part superior esquerra): un mòdul de llum BSR original, un "mòdul de campana", un mòdul de llum, un mòdul de sortidaÚs amb transmissió per ràdio : un receptor de ràdio normalment es connecta a un aparell o dispositiu, connectat d'alguna manera al sistema elèctric de l'edifici o a una presa de corrent. La memòria del receptor de ràdio es programa amb jumpers o "micro-interruptors" posats de manera que puguin respondre a determinats transmissors de control remot.
- Utilitzant les línies elèctriques existents (com ara INSTEON o X10[3]):[4] es connecta una base transmissor a un ordinador i a una presa de corrent i un receptor amb relé de control a cada dispositiu a controlar. A continuació, cada receptor amb relé de control, es programa mitjançant jumpers . Alguns dispositius tenen muntat un aparell receptor amb relé dins del sostre, cosa que fa que sigui un sistema ocult.[5]

## Cablejats

### Cablejat complexe
Diversos transmissors de RF poden comandar un sol receptor. Això significa que els interruptors en diferents ubicacions poden encendre o apagar la mateixa càrrega elèctrica. El canvi com aquest s'utilitza sovint a les escales o habitacions on s'utilitzen dos o més interruptors per encendre o apagar una llum. Aconseguir aquest resultat amb interruptors cablejats de tres o quatre vies requereix un nivell més alt de coneixements elèctrics i més temps per al cablejat i la instal·lació..

### Cases amb murs de maó i/o guix
Els interruptors RF eliminen el cable des de la llum fins a la ubicació de l'interruptor. Això és útil en situacions de remodelació on el cablejat nou pot ser una molèstia. En lloc d'enderrocar una paret per accedir als cables, es pot utilitzar un interruptor sense fil. Això evita qualsevol necessitat d'accedir a cables i fa que la remodelació sigui ràpida i senzilla

### Cases de troncs
Un altre ús dels interruptors sense fil és a les cases de troncs, on les instal·lacions elèctriques poden ser difícils a causa de la quantitat d'encaminament i perforació que es necessitaria. Quan s'executa un circuit normal (no sense fil), l'electricista ha de perforar un forat a través de tots els registres per portar cada cable a la ubicació de l'interruptor. L'electricista també ha de tallar un forat gran al tronc per instal·lar una caixa de commutació . Els interruptors sense fil no necessiten caixes de commutació perquè no hi ha cables i no cal cap encaminament. Això disminueix el treball elèctric necessari.

## Interruptors sense bateries
ATots els interruptors de llum remots requereixen una font d'alimentació per tal de facilitar la transmissió d'un senyal al dispositiu receptor. Alguns d'aquests interruptors depenen de bateries per emetre un senyal de RF, i alguns es connecten a un sistema elèctric existent. Lightning Switch, EnOcean, CHERRY i altres fabriquen interruptors RF que no utilitzen bateries L'energia mecànica creada en prémer el polsador genera suficient electricitat per alimentar un transmissor integrat que envia un senyal de ràdio al receptor.

## Sistemes intel·ligents
El 2015 van aparèixer interruptors que es poden controlar amb un telèfon intel·ligent com ara el HomeKit. Normalment, l'usuari pot controlar la llum mitjançant l'aplicació mòbil. Però per a alguns productes, es necessita un concentrador addicional corresponent per connectar aquests interruptors intel·ligents. Per evitar el concentrador, l'interruptor de llum sense fil i la lluminària han de compartir el mateix protocol de Model d'il·luminació en xarxa Bluetooth. Els interruptors intel·ligents es poden controlar, per exemple, mitjançant una aplicació mòbil, un concentrador domèstic intel·ligent o un assistent virtual. Alguns exemples de protocols utilitzats per a la comunicació amb connectors intel·ligents inclouen Wi-Fi (Alexa, Siri, Google...), Bluetooth, Zigbee LightLink. i Z-Wave. Molts interruptors intel·ligents tenen un amperímetre integrat perquè es pugui controlar el consum d'energia elèctrica (mesurat en quilowatts-hora) dels equips connectats, de molta utilitat per a fer estadístiues de despeses. Com interruptors intel·ligents es poden utilitzar per convertir en "intel·ligents" equips elèctrics "no intel·ligents" i, per tant, habilitar aquests dispositius per a la domòtica o la automatització d'edificis, molt interessant, per engegar la calefacció estant lluny de la llar i així poder trobar-la calenta en arribar a casa.

### Apple Home kit

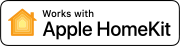
Avís o etiqueta de HomeKit.

Apple ofereix HomeKit que intenta integrar totes aquestes interfícies d'usuari, també conegut com Apple Home, és un marc de programari desenvolupat per Apple Inc., disponible a iOS i iPadOS que permet als usuaris configurar, comunicar-se i controlar els electrodomèstics intel·ligents mitjançant dispositius Apple. Proporciona als usuaris una manera de descobrir automàticament aquests dispositius i configurar-los. Mitjançant el disseny d'habitacions, elements i accions a HomeKit, els usuaris poden habilitar accions automàtiques a casa mitjançant una simple ordre de veu a Siri o a través de l'aplicació Home. Amb HomeKit, els desenvolupadors són capaços de crear aplicacions complexes per gestionar els accessoris a un alt nivell. HomeKit és simplement un protocol de comunicació, que integra i opera diversos tipus d'accessoris dins de la llar.